# تشارلز إم. إيدنز
تشارلز إم. إيدنز (بالإنجليزية: C. M. Edens)‏ هو مدير فني أمريكي، ولد في 17 سبتمبر 1897 في بيرترام في الولايات المتحدة، وتوفي في 29 يوليو 1939 في Lake Buchanan (Texas) ‏ في الولايات المتحدة بسبب غرق.